# Classement mondial UCI 2019
Navigation
Édition précédente Édition suivante
Le Classement mondial UCI 2019 est la quatrième édition du Classement mondial UCI. Ce classement est utilisé par l'Union cycliste internationale depuis le 10 janvier 2016, pour classer les coureurs cyclistes sur route masculins. Il tient compte des résultats des 52 dernières semaines selon un barème précis. Un classement par pays et par équipes sont également calculés.

## Règlement
Les classements sont mis à jour chaque lundi à 17 h HEC et comprennent les résultats enregistrés jusqu'à 9 h HEC le jour de la mise à jour. Si un lundi est un jour férié statutaire en Suisse, alors la publication aura lieu le jour ouvrable suivant. À noter que le classement ne prend en compte qu'un championnat du monde et continental. Si un de ces championnats est organisé avant ou après les 52 semaines suivant la précédente édition, seule l'édition la plus récente est prise en compte. Dans le cas où un championnat n'est pas organisé durant une saison, alors les points sont valables 52 semaines.
Par rapport à 2018, l'UCI intègre un classement par équipes. De plus, les classements individuels et par équipes sont également décomposés en deux classements annexes, l'un affichant les points obtenus sur les seules courses d'un jour, l'autre affichant les points obtenus sur les courses par étapes uniquement.

## Évolution
Le champion du monde Alejandro Valverde occupe la tête du classement mondial depuis le 23 septembre 2018. La Belgique est à la première place du classement par pays depuis le 9 septembre 2018. Les classements UCI World Tour qui étaient jusqu'en 2018 calculés en parallèle, ne sont plus maintenus. De ce fait, un classement mondial UCI par équipes est lancé. Le 6 janvier 2019, l'UCI publie pour la première fois les classements annexes. Sur le classement des courses d'un jour, Greg Van Avermaet est le premier leader. Il compte un point d'avance sur Michael Matthews et 86 sur Jasper Stuyven. Sur le classement des courses par étapes, c'est Simon Yates qui occupe la tête, devant Geraint Thomas et Primož Roglič.
Le 13 janvier 2019, l'UCI publie le premier classement par équipes et c'est l'équipe belge Deceuninck-Quick Step qui est la première leader. Le 25 mars, Julian Alaphilippe prend la tête du classement mondial après ses victoires sur les Strade Bianche et Milan-San Remo. C'est la première fois qu'un coureur français occupe la tête du classement. La France récupère également la première place du classement mondial par nations. Le 14 avril, la Belgique repasse en tête après Paris-Roubaix, où elle a placé trois coureurs dans les quatre premiers. La France et la Belgique alternent ensuite à la première place durant les mois de mai à août. Le 15 septembre, après sa victoire sur le Tour d'Espagne, Primož Roglič prend la tête du classement individuel avec plus de 450 points d'avance sur son dauphin Alaphilippe. Roglič termine l'année numéro un mondial avec 1139 points d'avance sur le Français et 1233 points sur Jakob Fuglsang. Deceuninck-Quick Step remporte le classement par équipes et la Belgique le classement par nations.
| # | Coureur            | Début      | Fin        | Semaine(s) |
| - | ------------------ | ---------- | ---------- | ---------- |
| 1 | Alejandro Valverde | 28/10/2018 | 23/03/2019 | 21         |
| 2 | Julian Alaphilippe | 24/03/2019 | 14/09/2019 | 25         |
| 3 | Primož Roglič      | 15/09/2019 | 26/10/2019 | 6          |

| # | Équipe                | Début      | Fin        | Semaine(s) |
| - | --------------------- | ---------- | ---------- | ---------- |
| 1 | Deceuninck-Quick Step | 13/01/2019 | 26/10/2019 | 41         |

### Par nations
| #  | Pays     | Début      | Fin        | Semaine(s) |
| -- | -------- | ---------- | ---------- | ---------- |
| 1  | Belgique | 28/10/2018 | 23/03/2019 | 21         |
| 2  | France   | 24/03/2019 | 13/04/2019 | 3          |
| 3  | Belgique | 14/04/2019 | 04/05/2019 | 3          |
| 4  | France   | 05/05/2019 | 11/05/2019 | 1          |
| 5  | Belgique | 12/05/2019 | 25/05/2019 | 2          |
| 6  | France   | 26/05/2019 | 15/06/2019 | 3          |
| 7  | Belgique | 16/06/2019 | 22/06/2019 | 1          |
| 8  | France   | 23/06/2019 | 29/06/2019 | 1          |
| 9  | Belgique | 30/06/2019 | 28/07/2019 | 4          |
| 10 | France   | 29/07/2019 | 17/08/2019 | 3          |
| 11 | Belgique | 18/08/2019 | 26/10/2019 | 10         |

## Classements 2019
L'UCI considère que les classements pour l'année 2019 sont calculés du 28 octobre 2018 au 26 octobre 2019.
| Classement UCI (individuel) | Classement UCI (individuel) | Classement UCI (individuel) | Classement UCI (individuel) | Classement UCI (individuel) | Classement UCI (individuel) | Classement UCI (individuel) |
| #                           | Coureur                     | Pays                        | Équipe                      | Points                      | Précédent                   | Évolution                   |
| --------------------------- | --------------------------- | --------------------------- | --------------------------- | --------------------------- | --------------------------- | --------------------------- |
| 1                           | Primož Roglič               | Slovénie                    | Team Jumbo-Visma            | 4705.28                     | 1                           | en stagnation               |
| 2                           | Julian Alaphilippe          | France                      | Deceuninck-Quick Step       | 3569.95                     | 2                           | en stagnation               |
| 3                           | Jakob Fuglsang              | Danemark                    | Astana Pro Team             | 3472.5                      | 3                           | en stagnation               |
| 4                           | Egan Bernal                 | Colombie                    | Team Ineos                  | 3346.75                     | 4                           | en stagnation               |
| 5                           | Alejandro Valverde          | Espagne                     | Movistar Team               | 3297                        | 5                           | en stagnation               |
| 6                           | Greg Van Avermaet           | Belgique                    | CCC Team                    | 2947.33                     | 6                           | en stagnation               |
| 7                           | Pascal Ackermann            | Allemagne                   | Bora-Hansgrohe              | 2538                        | 7                           | en stagnation               |
| 8                           | Alexander Kristoff          | Norvège                     | UAE Team Emirates           | 2484.5                      | 8                           | en stagnation               |
| 9                           | Elia Viviani                | Italie                      | Deceuninck-Quick Step       | 2392.12                     | 9                           | en stagnation               |
| 10                          | Peter Sagan                 | Slovaquie                   | Bora-Hansgrohe              | 2232                        | 10                          | en stagnation               |

| Classement UCI (par équipes) | Classement UCI (par équipes) | Classement UCI (par équipes) | Classement UCI (par équipes) | Classement UCI (par équipes) |
| #                            | Pays                         | Points                       | Précédent                    | Évolution                    |
| ---------------------------- | ---------------------------- | ---------------------------- | ---------------------------- | ---------------------------- |
| 1                            | Deceuninck-Quick Step        | 14835.15                     | 1                            | en stagnation                |
| 2                            | Bora-Hansgrohe               | 14192.86                     | 2                            | en stagnation                |
| 3                            | Team Jumbo-Visma             | 13128.07                     | 3                            | en stagnation                |
| 4                            | UAE Team Emirates            | 11765.33                     | 4                            | en stagnation                |
| 5                            | Astana Pro Team              | 11474.5                      | 5                            | en stagnation                |
| 6                            | Team Ineos                   | 10547.08                     | 6                            | en stagnation                |
| 7                            | Movistar Team                | 10398                        | 7                            | en stagnation                |
| 8                            | Mitchelton-Scott             | 9108.74                      | 8                            | en stagnation                |
| 9                            | Lotto-Soudal                 | 8741.94                      | 9                            | en stagnation                |
| 10                           | Trek-Segafredo               | 8248                         | 10                           | en stagnation                |

### Classement par nations
| Classement UCI (par pays) au 22 octobre 2019 | Classement UCI (par pays) au 22 octobre 2019 | Classement UCI (par pays) au 22 octobre 2019 | Classement UCI (par pays) au 22 octobre 2019 | Classement UCI (par pays) au 22 octobre 2019 |
| #                                            | Pays                                         | Points                                       | Précédent                                    | Évolution                                    |
| -------------------------------------------- | -------------------------------------------- | -------------------------------------------- | -------------------------------------------- | -------------------------------------------- |
| 1                                            | Belgique                                     | 13491.09                                     | 1                                            | en stagnation                                |
| 2                                            | Italie                                       | 11747.48                                     | 2                                            | en stagnation                                |
| 3                                            | Pays-Bas                                     | 11388.14                                     | 3                                            | en stagnation                                |
| 4                                            | France                                       | 10909.95                                     | 4                                            | en stagnation                                |
| 5                                            | Colombie                                     | 10710.71                                     | 5                                            | en stagnation                                |
| 6                                            | Espagne                                      | 10039.62                                     | 6                                            | en stagnation                                |
| 7                                            | Slovénie                                     | 9521.4                                       | 7                                            | en stagnation                                |
| 8                                            | Allemagne                                    | 9373.33                                      | 8                                            | en stagnation                                |
| 9                                            | Australie                                    | 8820.45                                      | 9                                            | en stagnation                                |
| 10                                           | Danemark                                     | 8138.19                                      | 10                                           | en stagnation                                |